# Žirafe
Giraffidae su porodica parnoprstaša koja ima samo dva roda u kojima postoji po jedna vrsta žirafe i jedna vrsta okapija. U rodu žirafa razlikuje se 6 podrvrsta.

## Osobine
Iako na prvi pogled ove dvije vrste ne izgledaju jako slično, obje imaju niz zajedničkih osobina: dugačak jezik tamne boje, očnjake s urezima i rogove prevučene kožom. Jezik im je vrlo pokretljiv, može obuhvatiti grančicu punu trnja i bez ozljede skinuti lišće s nje. Na svijet dolaze s rogovima koji se sastoje od kosti što vremenom sraste s lubanjom. Iako im rogovi rastu čitav život veličina im je zanemariva.

## Način života
Obe vrste se hrane lišćem i kako bi ga mogle lakše doseći, imaju duge vratove. Kod okapija, koji živi u šumama, to nije tako izraženo kao kod žirafe koja obitava na otvorenim travnatim prostorima gdje rastu samo pojedina stablja ili skupine. Okapi je manje specijaliziran za prehranu lišćem od žirafe.

## Razvojna povijest
Giraffidae su nekada imale značajno veći broj vrsta nego danas. Pojavile su se u miocenu. Najranije vrste su oblikom tijela podsjećale na jelene i još nisu imali navedene specifičnosti. Sve do pleistocena giraffidae su nastanjivale i Europu i Aziju.

## Vanjske poveznice

### Ostali projekti
|  | Zajednički poslužitelj ima još gradiva o temi Giraffidae |
|  | Wikivrste imaju podatke o taksonu Giraffidae             |